# Kraniomandibuläre Osteopathie
Die kraniomandibuläre Osteopathie (auch Cranio-mandibuläre Osteopathie, CMO, oder Osteopathia craniomandibularis hypertrophicans) ist eine erblich bedingte, sehr schmerzhafte Knochenerkrankung des Schädels bei Haushunden, vor allem bei West Highland White Terriern. Die Erkrankung wurde 1958 durch Littleworth erstmals beschrieben.

## Vorkommen
Die kraniomandibuläre Osteopathie kommt vor allem bei West Highland White und bei mit ihm nahe verwandten Rassen wie Cairn und Scottish Terriern vor. Einzelfälle wurden auch für andere Rassen wie Deutscher Schäferhund, Labrador Retriever, Dobermann, Deutsche Dogge und Deutsch Drahthaar beschrieben.

## Klinisches Bild
Die Erkrankung beginnt ab einem Alter von etwa 4 Monaten. Die betroffenen Tiere zeigen eine starke Schmerzhaftigkeit der Kiefergelenksregion, Berührungen des Kopfes werden nicht mehr toleriert. Sie vermeiden es, den Fang zu öffnen und die Futteraufnahme wird, trotz erhaltenen Appetits, stark vermindert oder sogar eingestellt. Gelegentlich können auch Fieberschübe auftreten. Die Symptome verschlechtern sich zunächst zunehmend, ab einem Alter von einem Jahr bilden sich jedoch die Knochenveränderungen wieder spontan zurück.

## Röntgenuntersuchung
Röntgenologisch zeigen sich Knochenzubildungen und Sklerosierungen an Unterkiefer, Kiefergelenk oder Bulla tympanica (knöcherne Kapsel um das Mittelohr). Gelegentlich sind auch Veränderungen an den Gliedmaßenknochen nachweisbar. Osteolytische Prozesse oder Infiltrationen des umgebenden Gewebes treten nicht auf.
Zu Beginn sind die Knochenveränderungen nur gering ausgeprägt und können daher übersehen werden. Anfangs bilden sich nur flach geschichtete Zubildungen, die eine leichte Unregelmäßigkeit der Knochenkonturen von Unterkieferkörper und Bulla tympanica verursachen. Für den Nachweis solcher geringgradigen Veränderungen eignen sich vor allem Schrägaufnahmen, bei denen der Kopf gestreckt und etwa 30–40° zur Seite gedreht wird. Im weiteren Krankheitsverlauf treten durch Auflösung der Knochenbälkchen wolkige Verschattungen und schließlich deutliche Verdickungen auf. Sie zeigen meist einen geschichteten Aufbau, der durch den schubweisen Krankheitsverlauf verursacht wird.
Differentialdiagnostisch müssen gutartige (Osteome) oder bösartige (Osteosarkome) Knochentumoren sowie das Calvarial-Hyperostosis-Syndrom ausgeschlossen werden.

## Pathologie
Pathohistologisch kommt es zu einer Knochenresorption durch Osteoklasten, wobei der Lamellenknochen durch Geflechtknochen ersetzt wird. Das Knochenmark der Hohlräume der Substantia spongiosa wird durch stark durchblutetes Bindegewebe ersetzt. Am Rand der Knochenzubildungen sind Entzündungszellen zu finden.

## Behandlung
Ein kausale Therapie ist nicht möglich. Ziel der Behandlung ist es, für die Zeit bis zur spontanen Remission die Schmerzen zu lindern. Hier werden zumeist Entzündungshemmer wie Carprofen, Meloxicam oder Metamizol eingesetzt. Einige Autoren setzen alternativ Prednisolon ein.

## Erbgang und Zuchthygiene
Bei Scottish, Cairn und West Highland White Terrier ist die Krankheit mit einer Mutation eines Gens auf Chromosom 5 assoziiert. Der Erbgang ist bei diesen Rassen einfach dominant mit unvollständiger Penetranz. Die Penetranz beträgt bei für die Mutation reinerbigen Hunden 57 %. Für diese drei Rassen steht ein Gentest zur Verfügung.
Für die anderen von kraniomandibulärer Osteopathie betroffenen Rassen existiert bislang kein Gentest. Aufgrund der vermuteten erblichen Genese sollten betroffene Tiere nicht zur Zucht eingesetzt werden. Verpaarungen, aus denen CMO-Tiere hervorgingen, sollten nicht wieder vorgenommen werden. Stur u. a. (1991) empfehlen auch den Zuchtausschluss gesunder Geschwister erkrankter Tiere.